# Boulevard des Dames
Le boulevard des Dames est une voie située dans le le 2e arrondissement de Marseille. Il a été créé à partir de 1812 sur les lices du rempart nord de la ville, puis prolongé à partir des années 1860 dans le nouveau quartier de la Joliette jusqu'au nouveau port de commerce .

## Situation et accès
Ce large boulevard arboré, important axe de circulation, va de la place Jules-Guesde au boulevard Jacques Saadé-quai de la Joliette en croisant la rue de la République. Il traverse les quartiers des Grand-Carmes et de La Joliette.
Le boulevard est à proximité de l’arrêt Jules Guesde de la ligne 2 du métro, située place Jules-Guesde, ainsi que de l’arrêt République-Dames de la ligne 2 et 3 du tramway, rue de la République. Il est desservi par les lignes de bus 82S et 582 du réseau de la RTM.

## Origine du nom
Il doit son nom aux marseillaises, « dames d’un rang élevé » et « femmes du peuple », qui ont participé à la défense de la ville en 1524 lors du siège établi par le connétable de Bourbon à la tête de l’armée de Charles Quint. Elles se seraient notamment distinguées sur le rempart nord, dont un bastion prend ensuite le nom de Bastion des Dames. Une tradition d’histoire locale en a perpétué le souvenir; au XIXe siècle des poètes ont célébré les exploits des dames de Vento, de la Mûre, de Villages, de Cauvet, de Fortia, de Bausset, de Roquevaire, sous le commandement de la dame de Montaux.

## Histoire
Par une délibération du 7 août 1805 le conseil municipal de Marseille attribue le nom de Boulevard des Dames à une voie en projet sur les lices intérieures du rempart nord de la ville. Cette promenade arborée vient en prolongement des boulevards créés par le préfet Delacroix en 1800 sur l’emprise des remparts de Louis XIV qu'il a fait démolir,. Le chantier ne commence qu’à la fin de 1812. Dans une période marquée par la misère due aux guerres napoléoniennes la Ville y emploie des indigents dans des ateliers de charité. Sa jonction avec le boulevard de Belloy (ou de Belloi) permet à la ceinture de boulevards d’aboutir à la porte de la Joliette.

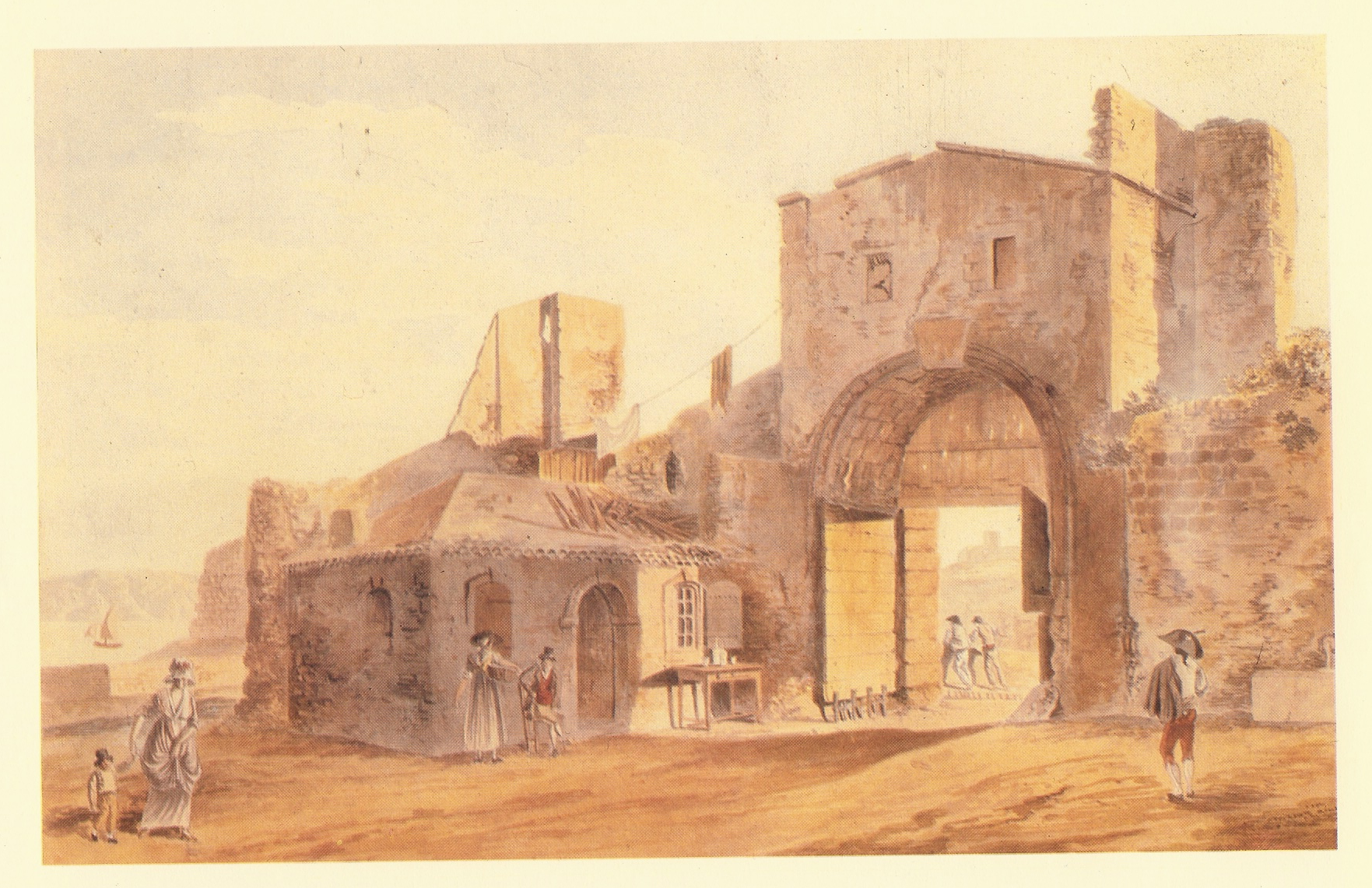
Porte de la Joliette en 1809, démolie en 1857 lors de l’aménagement du nouveau quartier de la Joliette.

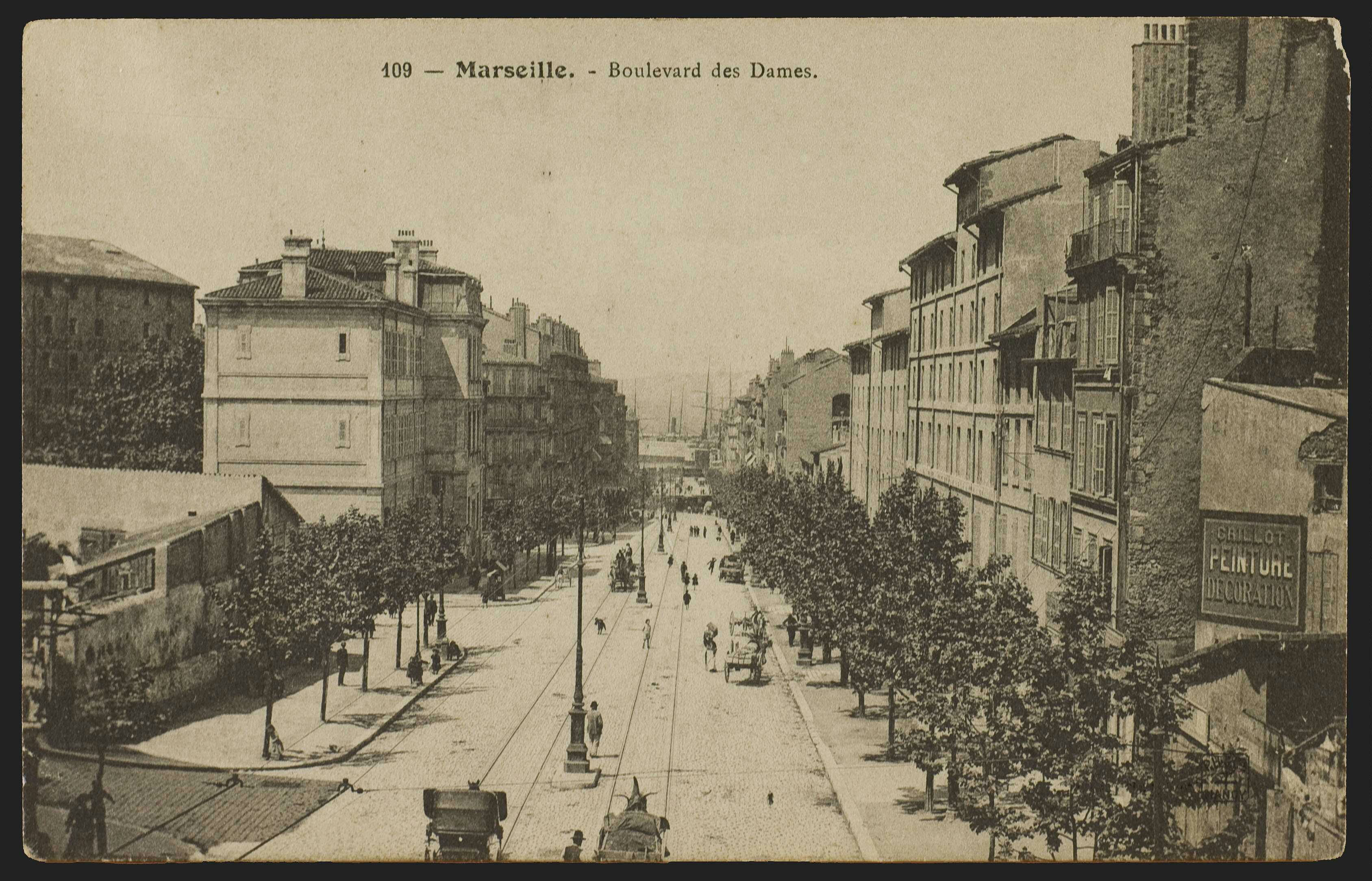
Vue plongeante du boulevard en direction du port au début du XXe siècle.

La seconde partie du XIXe siècle voit la création du nouveau port et le développement du quartier de la Joliette construit en partie sur des terrains gagnés sur la mer. Le bassin de la Joliette est achevé en 1853, les nouveaux quartiers d'habitation y sont édifiés par le financier Jules Mirès à partir de 1856. Le quartier s'y organise selon une trame orthogonale coupée par la diagonale de la rue Impériale percée à partir de 1862 pour relier le Vieux-Port aux nouveaux docks de la place de la Joliette. Sur cette trame le boulevard des Dames est prolongé en ligne droite jusqu’au nouveau quai de la Joliette. Avec la disparition des remparts la première partie du boulevard, de la porte d’Aix la rue Impériale devient également rectiligne. Le boulevard de Belloy est absorbé par le boulevard des Dames,.
Au début du XXe siècle le bas du boulevard va accueillir les sièges de compagnies maritimes reliant la métropole au colonies ainsi que l’hôtel de la douane.

## Bâtiments remarquables et lieux de mémoire

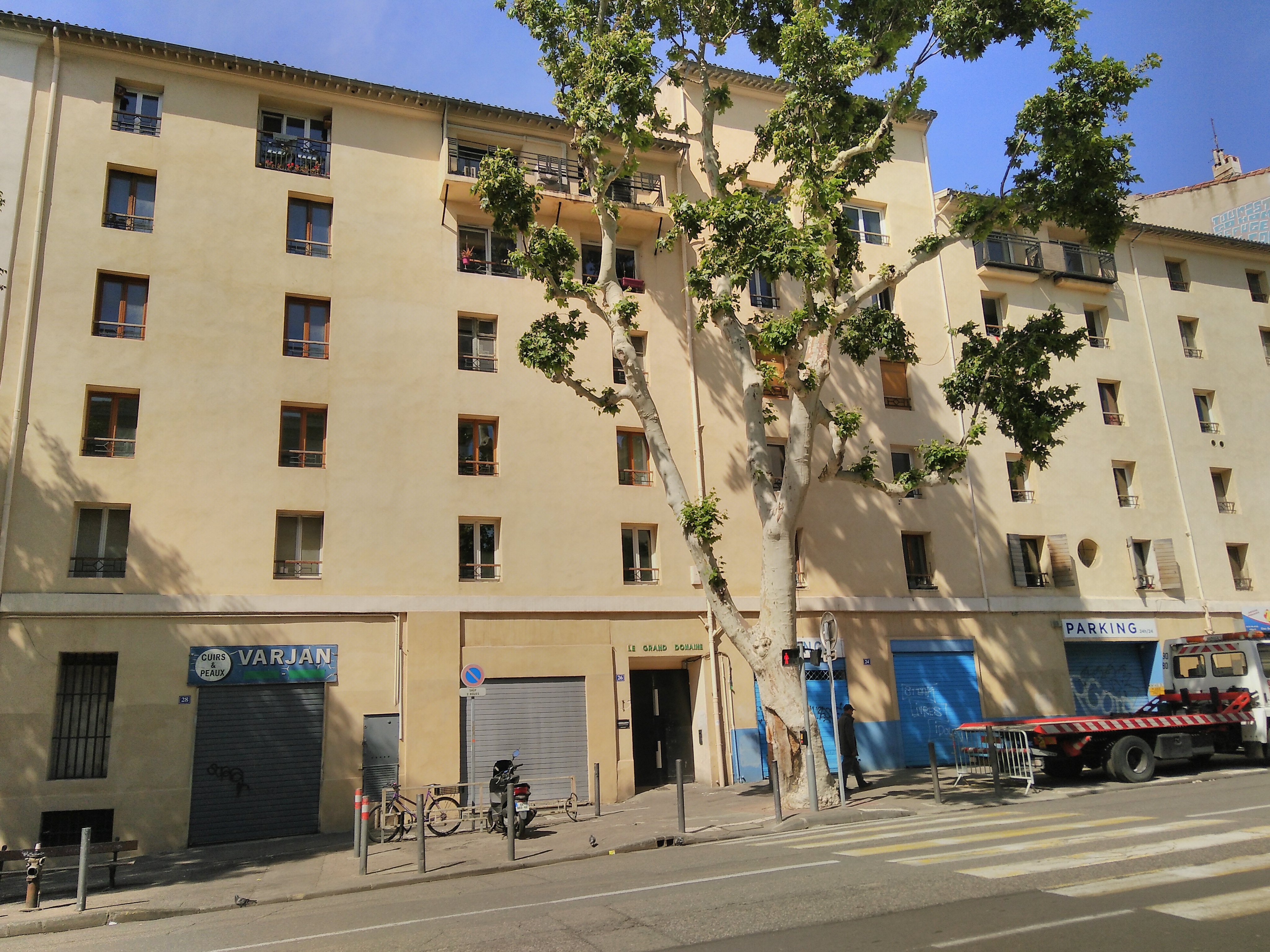
Le Grand domaine, 26 boulevard des Dames

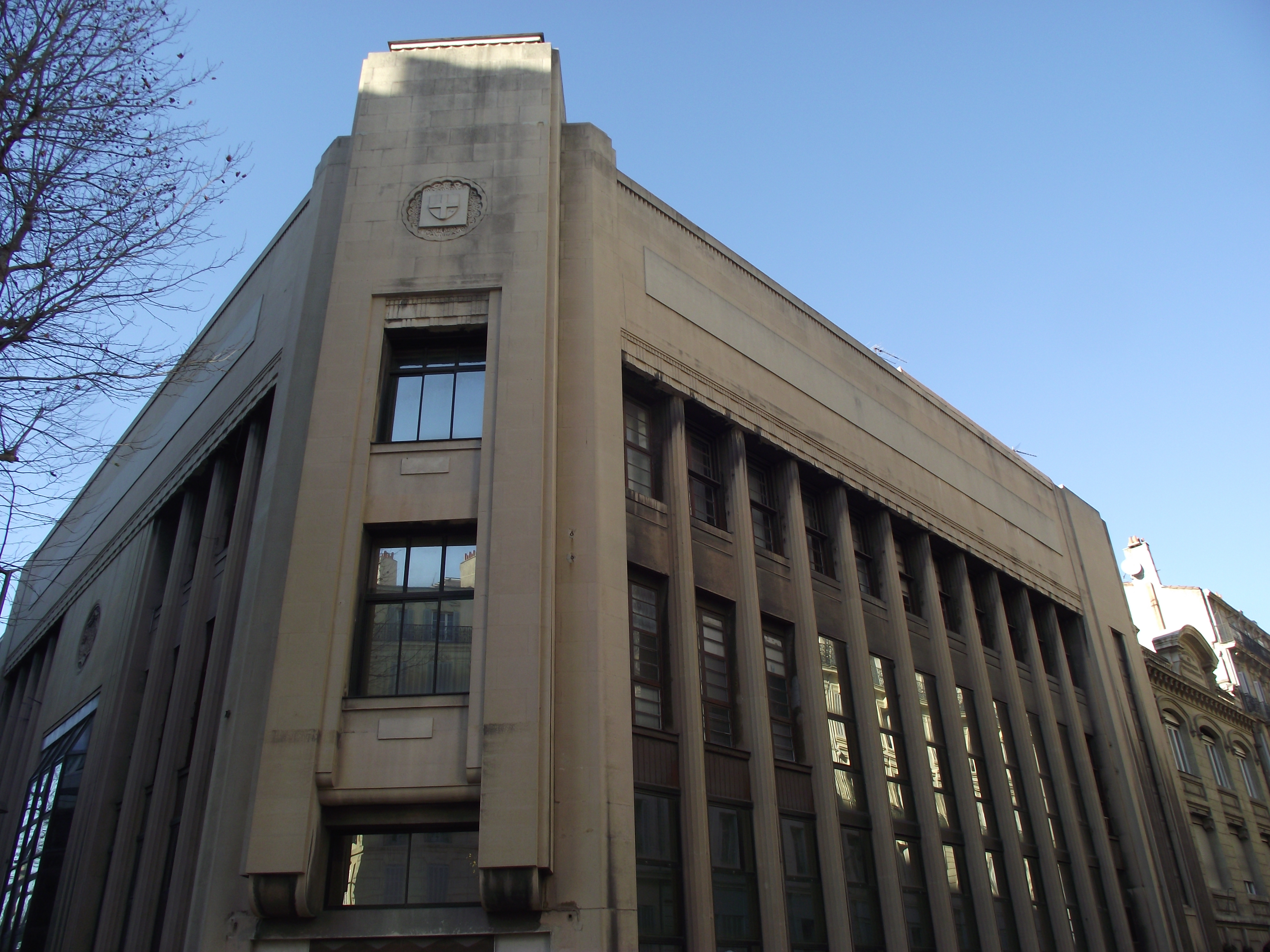
Ancien siège de la Compagnie Paquet angle boulevard des Dames / rue de l’Évêché

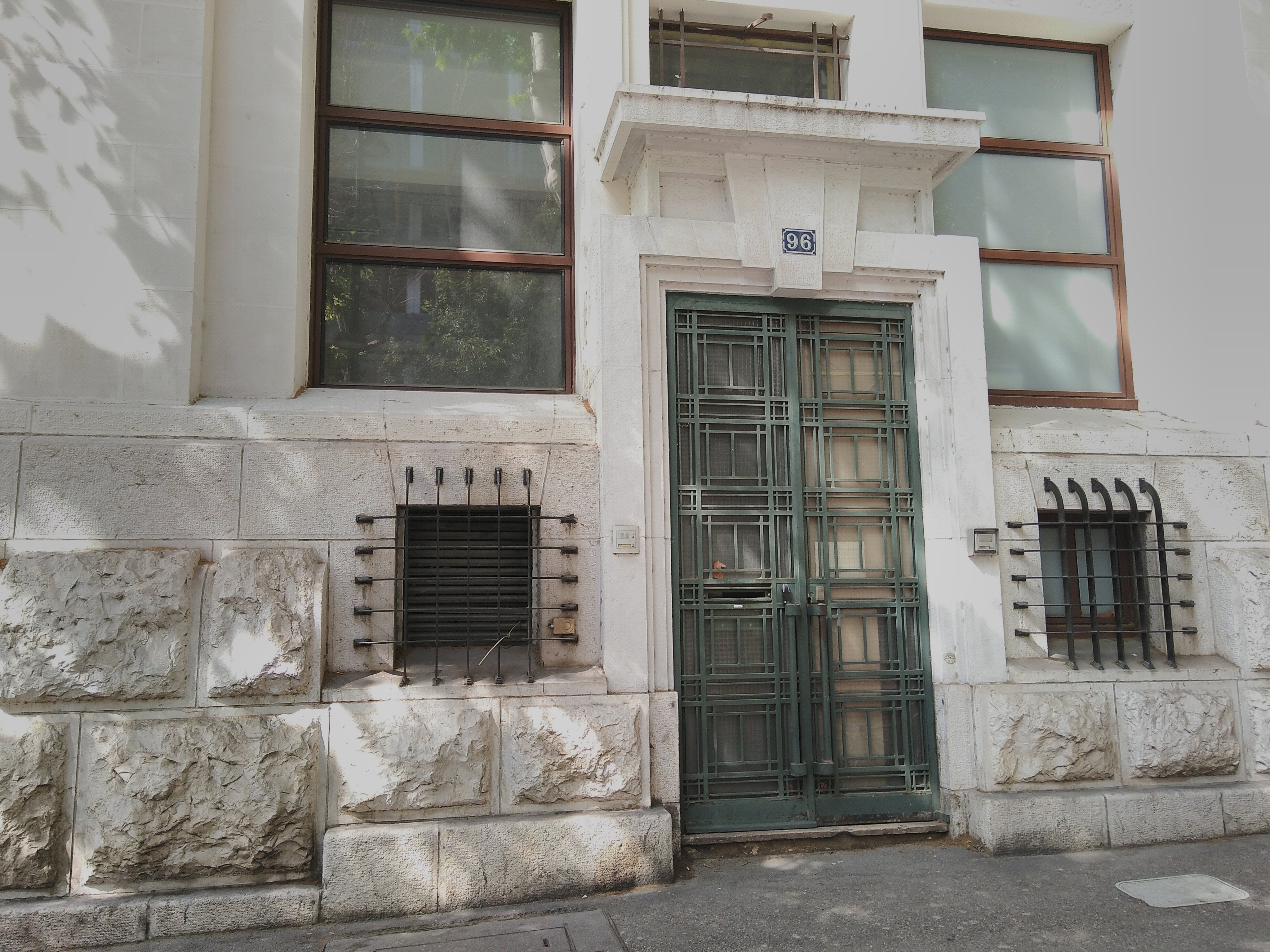
Entrée secondaire de l’Hôtel des douanes sur le boulevard des Dames

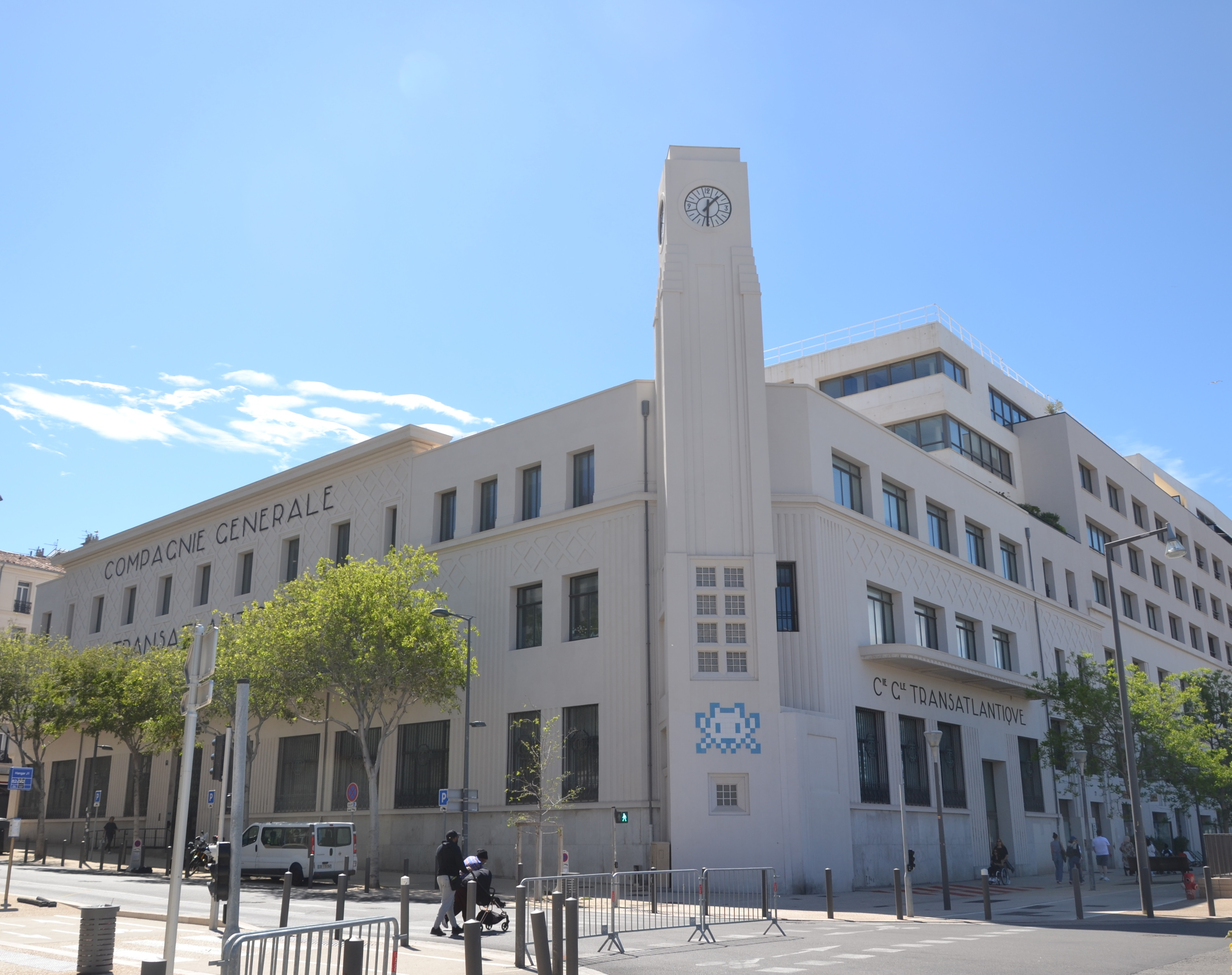
Ancien siège de la Compagnie Générale Transatlantique angle du boulevard des Dames / quai de la Joliette

— Une sculpture réalisée Jeanne Royannez, La bataille des dames, a disparu de son emplacement sur le boulevard lors de travaux publics, sans que l’on ne sache ce qu’elle est devenue,.
— Un tronçon du rempart est mis au jour en avril 2022 sous le boulevard  à proximité de la place Jules-Guesde lors de travaux de canalisation. Il a été étudié par l’INRAP mais n’a pas été conservé.
— Au no 13 : l’école maternelle des Dames, école publique construite entre 1857 et 1859 par Ferrier, architecte en chef de la Ville. Sa conception s’inspire des principes du courant hygiéniste qui se développe alors en Europe.
— Au no 26 : le Grand domaine, ou Domaine Granval. À Marseille un « domaine » est un bâtiment-entrepôt utilisé pour le commerce en gros. La construction du Grand domaine se situe entre 1830 et 1860. D’abord lieu de stockage de pains de sucre et de diverses denrées il a ensuite accueilli des ateliers de fabrication de chaussures tenus par des réfugiés arméniens, des ateliers de confection, une fabrique de santons, puis des locaux associatifs (La Cimade, Attac, ... ), des ateliers d’artiste ainsi que des logements. Une bande dessinée : Chroniques du Grand domaine et une exposition au Musée d’histoire de Marseille en retracent l'histoire.
— Au no 76 : à l’angle de la rue de la République et du boulevard des Dames, une plaque commémorative apposée par la Soucieta Prouvènço en 1909 « A la glori dei noblei damo bràvei frumo dou pople qu'en 1524 ajuderon a-n-apara Marsiho dou counestable de Bourboun que l’assiejavo » (À la gloire des nobles dames et des braves femmes du peuple qui en 1524 aidèrent à défendre Marseille contre le connétable de Bourbon qui l'assiégeait).
— Au no 94 : l’ancien siège de la Compagnie de navigation Paquet construit en 1938 selon les plans de l’architecte Jean Rozan. L’ensemble de son décor orientalisant évoque les croisières vers l’Afrique du Nord. L’immeuble a ensuite abrité des services municipaux.
— Au no 96 : l’Hôtel des douanes, réalisé à partir de 1928 par les architectes Gaston Castel, Louis Dallest et Jean Rozan, mitoyen de l'immeuble de la Compagnie Paquet, les deux occupant la tête de l'îlot entre l'avenue Robert Schuman et la rue de l'Évêché. Sa façade est rythmée de pilastres colossaux sur un soubassement d’épais bossages. II abrite la Direction interrégionale des douanes de Paca-Corse,.
— Au no 61 : l’ancien immeuble de la Compagnie Générale Transatlantique, devenue en 1976 Société Nationale Maritime Corse Méditerranée. De style art déco il est construit à partir de 1925 par Gaston Castel. Les bureaux, ateliers et entrepôts de la compagnie occupaient l'ensemble de l'îlot délimité par les rues Jean-François Leca, la rue Mazenod, le boulevard des Dames, et le quai de la Joliette sur lequel la compagnie disposait de hangars. À l’extrémité du boulevard des Dames la façade de l'immeuble est marqué par une tour horloge d’où partait une passerelle d’accès aux quais d’embarquement,. L’ensemble fait l’objet à partir de 2016 d’une opération immobilière qui n'a conservé que les façades et la tour horloge. En 2017 une fouille d'archéologique préventive conduite par l’INRAP a mis à au jour des épaves de barque et des objets du quotidien : chaussures, vaisselle, nasses de pêche, cordages, brosses, pipes, flûtes, jetons... piégés dans l’ancien fond marin comblé dans la seconde partie du XIXe siècle.

## Cartes
1. ↑  « Plan géométral de la ville de Marseille levé par Jean-Pierre Bresson fils en 1773 », sur gallica.bnf.fr
Sur ce plan publié en 1773 la plus grande partie des remparts, du fort Saint-Nicolas (no 2) à la porte d’Aix (no 76), correspond mur dit de Louis XIV construit lors de l’agrandissement de Marseille prescrit par Louis XIV en 1666). L’enceinte médiévale sur laquelle le boulevard des Dames est réalisé va de la porte d’Aix à la porte de la Joliette (no 77). Le (no 71) correspond au Bastion des Dames.
2. ↑  « Plan de Marseille : Avec un Projet d'Aggrandissement et d'Embellissement », sur gallica.bnf.fr
Plan orienté est-ouest. Selon les propositions de ce projet daté de 1790, les remparts doivent être « remplacés par une promenade pareille aux boulevard de Paris ». Ils sont  figurés sur le plan par des doubles rangées d’arbres.
3. ↑  « Plan de la ville de Marseille : de ses faubourgs et bastides : Avec les plans détaillés de son lazaret, principaux monuments, édifices et endroits remarquables, donnant tous les changements qui ont eu lieu jusqu'à l'année 1839 », sur gallica.bnf.fr
Plan orienté ouest-est. En 1839 les boulevards des Dames et de Belloi n’ont pas encore le tracé rectiligne qui sera le leur dans la seconde partie du XIXe siècle. Sur le rivage figurent les anses de l’Ourse et de la Joliette qui vont être comblées lors des travaux d’urbanisation du Second Empire.
4. ↑  « Nouveau plan de Marseille et de ses environs indiquant les travaux projetés et changements survenus jusqu'à ce jour », sur gallica.bnf.fr.
Sur ce plan de 1867 sont représentés les projets de bassins portuaires et de trame urbaine dite « trame Mirès ». L’ancien trait de côte figure en bleu. Le boulevard des Dames est intégré dans ce tracé orthogonal et prolongé jusqu’au quai du bassin de la Joliette achevé en 1853.